# Lasny (obwód witebski)
Lasny (biał. Лясны; ros. Лесной, Lesnoj) – osiedle na Białorusi, w obwodzie witebskim, w rejonie orszańskim, w sielsowiecie Babiniczy.